# Alberto Uria
Alberto Uria (Montevideo, 11 juli 1924 – aldaar, 4 december 1988) was een autocoureur uit Uruguay. Hij nam in 1955 en 1956 deel aan de Grand Prix van Argentinië voor het team Maserati, maar scoorde hierin geen punten voor het wereldkampioenschap Formule 1.